# Каннский кинофестиваль 1976
29-й Каннский кинофестиваль 1976 года, проходивший с 13 по 28 мая в Каннах, Франция.

## Жюри
- Теннесси Уильямс (США) (председатель)
- Жан Карзу (Франция) (артист)
- Марио Чекки Гори (Италия)
- Коста-Гаврас (Франция)
- Андраш Ковач (Венгрия)
- Лоренсо Лопес Санчо (Испания) (журналист)
- Шарлотта Рэмплинг (Великобритания)
- Жорж Шехад (Ливан) (автор)
- Марио Варгас Льоса (Перу)

## Фильмы конкурсной программы
- События на руднике Марусиа
- Бабату
- Отвратительные, грязные, злые
- Багси Мэлоун
- Столкновение
- Маркиза фон О
- Госпожа Дери, где вы?
- С течением времени
- Наследство Феррамонти
- La griffe et la dent
- Жилец
- Месье Кляйн
- Следующая остановка — Гринвич-Виллидж
- Конец ночи
- Семья Паскуаля Дуарте
- Тени ангелов
- Сладкая месть
- Таксист
- Дитя толпы
- Частные пороки, общественные добродетели

## Фильмы внеконкурсной программы
- Неустойчивое равновесие
- Анна
- Заметки в поисках африканского Ореста
- Восхождение
- Бобби
- Сиятельные трупы
- Эдвард Мунк
- Лицом к лицу
- Семейный заговор
- Серые сады
- Хедда
- Голливуд... Голливуд!
- L'amour blessé
- La Pharmacie-Shangaï
- Лабиринт
- Le pont de singe
- Les enfants des autres
- Двадцатый век
- Orlando furioso
- Sartre par lui-même
- Дачники
- The California Reich
- Продавец льда грядет
- Памяти справедливости
- Train-Landscape

## Короткометражные фильмы
- Agulana, режиссёр Джеральд Фридман
- Babfilm, режиссёр Отто Фоки
- Hidalgo, режиссёр Ion Truica
- Фанатик, режиссёр Antoinette Starkiewicz
- Метаморфозы, режиссёр Бэрри Гриволд
- Ночная жизнь, режиссёр Робин Леман
- Perfo, режиссёр Жан Пол Камброн
- Rodin mis en vie, режиссёр Альфред Брандлер
- La Rosette arrosée, режиссёр Пол Доппф
- La Syncope, режиссёр Эдуар Ньерман

## Награды
- Золотая пальмовая ветвь:
  - Таксист, режиссёр Мартин Скорсезе
- Гран-при:
  - Выкорми ворона, режиссёр Карлос Саура
  - Маркиза фон О, режиссёр Эрик Ромер
- Приз за лучшую мужскую роль: Хосе Луис Гомес - Семья Паскуаля Дуарте
- Приз за лучшую женскую роль:
  - Доминик Санда - Наследство Феррамонти
  - Мари Тёрёчик - Госпожа Дери, где вы?
- Приз за лучшую режиссуру: Этторе Скола - Отвратительные, грязные, злые
- Золотая пальмовая ветвь за короткометражный фильм: Метаморфозы
- Приз жюри за короткометражный фильм:
  - Agulana
  - Ночная жизнь
- Технический гран-при: Мишель Фано (звук) - La Griffe et la dent
- Приз международной ассоциации кинокритиков (ФИПРЕССИ):
  - Приз ФИПРЕССИ в параллельных секциях: Сильный Фердинанд
  - Приз ФИПРЕССИ (конкурсная программа): С течением времени
- Премия экуменического жюри: Не присуждалась